# Clarence Williams
Clarence Williams, (Plaquemine, 1893. október 8. – Queens, 1965. november 6.) amerikai dzsesszzongorista, zeneszerző, producer.

## Pályafutása
Clarence Williams, 1898. október 8-án, (egyes források szerint 1893-ban) a louisianai Plaquemine-ben született.
Elsősorban zongorista zongorista, de énekes, zeneszerző, zenekarvezető, producer és lemezkiadó tulajdonosa is volt. 1921 és 1940 között egy hosszú felvételsorozatot készített, amelyek közül az 1923-1924-es „Blue Five”-val készültek különösen jelentősek a dzsessz történetében, mert összehozták a kor két legkiválóbb jazz szólistáját, Louis Armstrongot és Sidney Bechet-et.
Williams zeneszerzőként számos olyan dallam szerzője, amelyek a dzsessz-sztenderddé, a repertoárok részévé vált.
Williams a New York-i Queensben halt meg 1965-ben, és a Long Island-i Farmingdale-ben található Saint Charles temetőben temették el. 1977-ben bekövetkezett halálakor feleségét, Eva Taylort mellé temették.

## Énekesek, akiket zongorán kísért
- Texas Alexander (1928)
- Lil Hardin Armstrong (1932)
- Anna Bell (1928)
- Bessie Brown (1926)
- Laura Bryant (1929)
- Butterbeans & Susie (1924-1927)
- Dora Carr (1924-1925)
- Rosetta Crawford (1923)
- Cora Garner (1932)
- Horace George (1924)
- Fannie Mae Goosby (1923)
- Annette Hanshaw (1928-1929)
- Lucille Hegamin (1926)
- Katherine Henderson (QRS 1928)
- Alberta Hunter (1926)
- Bertha Idaho (1929)
- Willie Jackson (1926)
- Edith North Johnson (1928)
- Elizabeth Johnson (1926)
- Elvira Johnson (1926)
- Margaret Johnson (1923-1925)
- Maggie Jones (1926)
- May Kelly (1928)
- Virginia Liston (1923-1925)
- Billy & Mary Mack (1926)
- Sara Martin (1922-1928)
- Lizzie Miles (1928)
- Irene Mims (1928)
- Andy Pendleton (1928)
- Sam Robinson (1925)
- Irene Scruggs (1924)
- Bessie Smith (1923, 1926 & 1929-1931)
- Clara Smith (1931)
- Hazel Smith (1928)
- Laura Smith (1924-1926)
- Mamie Smith (1923)
- Victoria Spivey (1928)
- Eva Taylor (1922-1933)
- Charles & Effie Tyus (1924-1925)
- Sippie Wallace (1924)
- Ethel Waters (1928)
- Margaret Webster (1930)

### Híres felvételek
- Baby Won't You Please Come Home
- Gulf Coast Blues
- I Can't Dance, I've Got Ants In My Pants
- Pa-Pa-De-Da-Da
- Royal Garden Blues
- Sister Kate
- Squeeze Me
- Sugar Blues
- T'ain't Nobody's Bizness If I Do
- West End Blues

## Díjak
- 1970-ben Williams posztumusz bekerült a Songwriters Hall of Fame-be.